# Seronera
Seronera este o așezare în Tanzania, situată în Parcul Național Serengeti. În apropiere se află un mic aeroport cu același nume (cod IATA: SEU).